# ブドーチャレンジ
ブドーチャレンジ（Budo Challenge）は、2005年10月19日に開催されたアメリカ合衆国の組技格闘技の大会である。ヒクソン・グレイシーが主催し、ロサンゼルスのオリンピック・オーディトリアムで開催された。
ヒクソンはシリーズ化を念頭に置いていたが、2008年現在、一度きりの開催にとどまっている。

## 大会概要
ヒクソンの格闘技に対する美学が色濃く反映された大会であり、彼は「力よりも技術に注目が集まる大会を開催したかった」と述べている。そのためブラジリアン柔術を下敷きにしながらも、ポイントよりも極技による一本決着を重視するルールが採用された。6階級4人のトーナメント制で、優勝賞金4000ドルをかけて争われた。
柔術世界王者のホナウド・ジャカレイ、マルセロ・ガッシアらが参加したほか、日本からも勝村周一朗、青木真也、高瀬大樹、国原継悟に加え、柔道家の小室宏二、小斎武志が参加した。

## ルール
試合時間は3分3R制で、道衣の着用が義務付けられた。ブラジリアン柔術のルールと違ってパスガードなどのポジショニングによる得点は全て1ポイントであり、極技がほぼ入ったとみなされたときのみ3ポイント加算される。

## 試合結果

### 60kg未満級
第1試合 1回戦
○  勝村周一朗 vs.  モリス・ゴファール ×
3R終了 ポイント判定
第2試合 1回戦
○  ビビアーノ・フェルナンデス vs.  エドワード・サンチェス ×
2R 三角絞め
第13試合 決勝戦
○  ビビアーノ・フェルナンデス vs.  勝村周一朗 ×
1R 三角絞め

### 68kg未満級
第3試合 1回戦
○  小室宏二 vs.  ミシェル・ゴファール ×
1R コムロック
第4試合 1回戦
○  レオナルド・ヴィエイラ vs.  バレット・ヨシダ ×
2R 三角絞め
第14試合 決勝戦
○  レオナルド・ヴィエイラ vs.  小室宏二 ×
3R終了 ポイント判定

### 77kg未満級
第5試合 1回戦
○  キャメロン・アール vs.  マルセロ・ガッシア ×
3R終了 ポイント判定
第6試合 1回戦
○  青木真也 vs.  アリ・アブデルアジズ ×
1R 腕ひしぎ十字固め
第15試合 決勝戦
○  青木真也 vs.  キャメロン・アール ×
1R アキレス腱固め

### 87kg未満級
第7試合 1回戦
○  ホナウド・ジャカレイ vs.  マイク・ウィーバー ×
1R 腕ひしぎ十字固め
第8試合 1回戦
○  高瀬大樹 vs.  カール・アモーゾ ×
1R 三角絞め
高瀬は背中を負傷し、アモーゾが決勝に進出。
第16試合 決勝戦
○  ホナウド・ジャカレイ vs.  カール・アモーゾ ×
2R 三角絞め
※1回戦でアモーゾに勝利した高瀬が2位に認定された。

### 98kg未満級
第9試合 1回戦
○  シャンジ・ヒベイロ vs.  ジヴァニウド・サンターナ ×
1R 送り襟絞め
第10試合 1回戦
○  ロバート・ドリスデール vs.  国原継悟 ×
1R チョークスリーパー
第17試合 決勝戦
○  シャンジ・ヒベイロ vs.  ロバート・ドリスデール ×
2R 腕ひしぎ十字固め

### 98kg以上級
第11試合 1回戦
○  ハファエル・ロバト・ジュニア vs.  ホーレス・グレイシー ×
2R チョークスリーパー
第12試合 1回戦
○  小斎武志 vs.  ミオドラグ・ペトコビッチ ×
3R終了 ポイント判定
第18試合 決勝戦
○  ハファエル・ロバト・ジュニア vs.  小斎武志 ×
2R 反則（噛み付き）
※試合後、小斎は反則が故意であることを認めた。